# Bob Mizer
Robert Henry Mizer (Hailey, Idaho; 27 de marzo de 1922-Los Ángeles, California; 12 de mayo de 1992), más conocido como Bob Mizer, fue un fotógrafo y cineasta estadounidense reconocido por sus obras de tendencia e interpretación homoerótica. 

## Obra
Su obra centrada en el desnudo masculino supuso una transgresión a las normas sociales y legales de su época. Las primeras fotografías de Bob Mizer aparecieron en 1942, tanto en color como en blanco y negro, pero en 1947 su carrera se vio afectada por el escándalo al ser condenado por distribución ilegal de material «obsceno» a través del servicio postal de Estados Unidos. El material en cuestión era una serie de fotografías en blanco y negro, tomadas por Mizer, de jóvenes culturistas llevando únicamente unos taparrabos llamados «posing straps», un precursor del tanga. Cumplió una condena de nueve meses de prisión en un campo de trabajo de Saugus, Santa Clarita, California. Aunque ahora pueda parecer ridícula la acusación, en su tiempo, la mera insinuación en una fotografía de desnudez masculina no solo era mal vista, también era ilegal.
A pesar de la presión social y legal, Mizer continuó trabajando y consiguió levantar un verdadero imperio con sus fotografías y películas beefcake. Estableció su influyente estudio, el Athletic Model Guild (AMG) en 1945, en ese tiempo publicó el primer número de la revista Physique Pictorial. Su estudio de trabajo estaba situado en su propia casa, cerca del Centro de Los Ángeles. Con ayuda de su madre, Delia, y su hermano, Joe, pudo fotografiar miles de hombres, elaborando una colección que incluye cerca del millón de imágenes diferentes y miles de películas y cintas de video.
Aunque encontró dificultades para desarrollar su trabajo, Mizer continuó trabajando en su obra, influyendo en artistas tales como Robert Mapplethorpe y David Hockney. Ejemplos de su obra son, hoy en día, valoradas y están en manos de prestigiosas instituciones culturales del mundo entero, y pueden encontrarse en líbros, galerías o colecciones privadas. La New York University presentó a principios de 2014 una gran exposición sobre su obra; artistas como Bruce Yonemoto, Karen Finley y Vaginal Davis crearon la beca Mizer en la misma universidad. The New York Times reseñó que la exposición demuestra que los intereses y la imaginación de Mizer eran más ambiciosos de lo que se considera popularmente.
En 1999 fue producido un docudrama dirigido por Thom Fitzgerald, titulado Beefcake, inspirándose en el libro de F. Valentine Hooven III (publicado por Taschen).

## Filmografía
Bob Mizer produjo más de 3000 películas entre principios de la década de 1950 y principios de los años 1980. En agosto de 1980, comenzó a usar la entonces nueva tecnología del VHS, y grabó sobre 7500 horas de sus sesiones de fotografía hasta su muerte en 1992.

### Títulos destacados
- Advice Without Consent  (1955)
- Alladin  (1956)
- Andy & The Angry Mummy  (1963)
- Motorcycle Thief  (1958)
- Love 2001  (1970)
- Joe Dallesandro Posing  (1966)
- Tijuana Bandit  (1964)